# Jürgen Roth
Jürgen Roth (Fráncfort del Meno, 4 de noviembre de 1945-Ib., 29 de septiembre de 2017) fue un escritor y periodista alemán.